# Сарате (округ)
Округ Сарате (ісп. Zárate) — адміністративно-територіальна одиниця 2-ого рівня у провінції Буенос-Айрес в центральній Аргентині. Адміністративний центр округу — Сарате (ісп. Zárate).
Населення округу становить 114269 осіб (2010). Площа — 1202 кв. км.

## Історія
Округ заснований у 1854 році.

## Населення
У 2010 році населення становило 114269 осіб. З них чоловіків — 56970, жінок — 57299.

## Політика
Округ належить до 2-ого виборчого сектору провінції Буенос-Айрес.